# ابوعلی سیمجور
عمادالدوله ابوعلی سیمجور (درگذشتهٔ ۹۹۶) از سپهسالاران خاندان سیمجوریان و فرزند ابوالحسن سیمجور بود. او در سال ۳۸۱ هجری (۹۹۱ میلادی) جانشین پدر شد و امارت خراسان و بخش‌هایی از ماوراءالنهر  را به او سپردند. او که مال و مکنت فراوانی داشت، به رقابت با امیر وقت سامانیان، خود را «امیرالامراءالموید من السماء» نامید و در ۳۸۲ هجری که بغرا خان به بخارا حمله کرد، او حاضر به مساعدت نوح سامانی نشد. برهمین منوال در ۳۸۳ که سبکتکین به خراسان لشکر کشید، نوح سامانی اعتنایی نکرد و ابوعلی شکست خورد و به جرجان پناه برد.
در سال ۹۹۴ پس از اینکه فائق نتوانست جایگزین بغرا خان در بخارا شود و از امیر نوح دوم سامانی شکست خورد ابوعلی و فائق ناسازگاری های گذشته را کنار گذاشتند و برای نابودی سامانیان هم‌پیمان شدند. در برابر، امیر از سبکتگین یاری خواست و چون فائق و ابوعلی از همکاری سبکتگین آگاهی یافتند از فخرالدوله دیلمی کمک خواستند. ابوعلی و فائق نزدیک بود جنگ را ببرند ولی  در میانه نبرد دارا بن قابوس به امیر نوح دوم پیوست و ورق برگشت و امیر پیروز گشت و ابوعلی و فائق به گرگان گریختند سپس امیر به بخارا و سبکتگین به هرات رفت و محمود تنها در خراسان (نیشابور) ماند.
در سال ۹۹۵ ابوعلی سیمجور و فائق با نیروهای تازه بازگشتند و محمود را از نیشابور بیرون کردند. سبکتگین با پسرش محمود دیدار کرد و با هم شورشیان را در نزدیکی توس شکست دادند. ابوعلی و فائق به سوی شمال گریختند. فائق به قراخانیان پناه برد. ولی نوح، بوعلی را بخشید و او را به خوارزم فرستاد. خوارزمشاه که جنوب خوارزم را در جایگاه دست‌نشاندهٔ سامانیان در دست داشت، بوعلی را به زندان انداخت. هر دوی آنها با تاختن فرماندار سامانی شمال خوارزم که از گرگانج آغاز شده‌بود اسیر شدند. فرماندار سامانی شمال خوارزم ، خوارزم جنوبی را پیوست فرمانداری خود کرد و بوعلی را نزد نوح بازگرداند. امیر او را در سال ۹۹۶ نزد سِبُک‌تِگین فرستاد و سپس از سوی غزنویان به دار آویخته شد.